# صفد البطيخ
صفد البطيخ Safad El Battikh هي إحدى القرى اللبنانية من قرى قضاء بنت جبيل في محافظة النبطية قرب بلدتي شقرا و تبنين.

## الموقع وأصل التسمية
تقع صفد البطيخ علي ارتفاع 700م تقريباً من سطح البحر، وتقع علي مسافة (109) كم تقريبًا من العاصمة بيروت، وتقع علي مسافة (37)كم من مركز محاقظة النبطية، وعلى بعد (10) كم من مركز قضاء بنت جبيل.
تبلغ مساحة أراضي صفد البطيخ (200) هكتار وهي بلدة كانت تشتهر قديمًا بالزراعة والفلاحة، وأهم الزراعات التي كانت تنتجها : الحنطة، والتبغ.
أصل تسميتها بصفد البطيخ فيه خلاف، فهناك من يرى أن أصل اسمها يعود إلي( صبدو - بتاخي) وهما اسمان لإلهيين ساميين (أب وابنه)، وهناك من يري أن اسمها كان في الاصل المطلة ثم نسب اسمها إلي رجل جاء من صفد وكان يزرع البطيخ ويبيع فيها، وإن كان هذا الرأي ليس هناك ما يدعمه، كما هو موجود بالراي الاول والذي يعزز من صحته بعض النواويس والمصاطب التي تم اكتشافها في أراضي صفد البطيخ.
أهم العائلات التي كانت تسكنها: توما - جرجس- حداد- رزق- الهر- شيعة- زين الدين- المعاز- موارنة- رفول- ملكيون كاثوليك.

## صفد البطيخ قبل التحرير وبعده[4]
مرت صفد البطيخ بمرحلتين أساسيتين أنتقلت من خلالهما من الطابع القروي إلي الطابع المدني، وهو ما يمكن وصفه في الآتي:

### صفد البطيخ قبل التحرير
تميزت صفد البطيخ في هذه الفترة بكونها قرية صغيرة هادئة بعيدة عن صخب المدن،بيوتها صغيرة ومعدودة، كان عدد السكان فيها قليل جداً ؛ لأن غالبية سكانها هجروها بسبب الأحتلال، صفد البطيخ لم تكن معروفة وكان يسمع اسمها فقط في نشرات الأخبار لعملية أو قصف اسرائيلي، وهي بطبيعتها قرية نائية كانت مكتفية بما تبقي فيها من سكان بعد أن هجرها الكثيرون.
تكوّنت شرائح السكان فيها من المسيحيين (الطائفة الكاثولوكية) إذ كانوا يمثلون ثلث السكان تقريبًا، والذين بدورهم - كغالبية السكان هناك- باعوا أراضيهم ولم يبق منهم إلا بعض العائلات، بالإضافة إلي مجموعة من العائلات المسلمة والتي كانت غالبيتها من (آل زين الدين)

### صفد البطيخ بعد التحرير
تغيرت ملامح صفد البطيخ كثيراً بعد التحرير، فلم تعد القرية الهادئة، وإنما تحولت إلي مدينة صاخبة، وذلك بعد أن غزتها المحال التجارية والمباني الحديثة، ولجأ إليها أيضاً سكان من البلدان المجاورة لها بعدما وجدوا فيها ملاذهم ورزقهم، وكادت منازلها الصغيرة أن تختفي وحل بدل منها المباني الحديثة والشقق المجهزة، وعليه فقد تغيرت ملامح صفد البطيخ وتغيرت معها أيضاً هوية سكانها، فمن هجرها من قبل لم يعد إليها لأنه باع ما يملك من أراضٍ قبل أن يهجرها، وحلّ بدلاً عنهم سكان جدد(من دير الزهراني، وعيترون، وبيت ياحون وغيرها.) والذين اشتروا هذه الأراضي من قبل، ومع هذا التغير تحولت صفد البطيخ من قرية إلي مدينة، ولم يتبق من سكانها الأصليين إلا القليل والذين يعملون في الزراعة والوظائف العامة